# Manik Sarkar

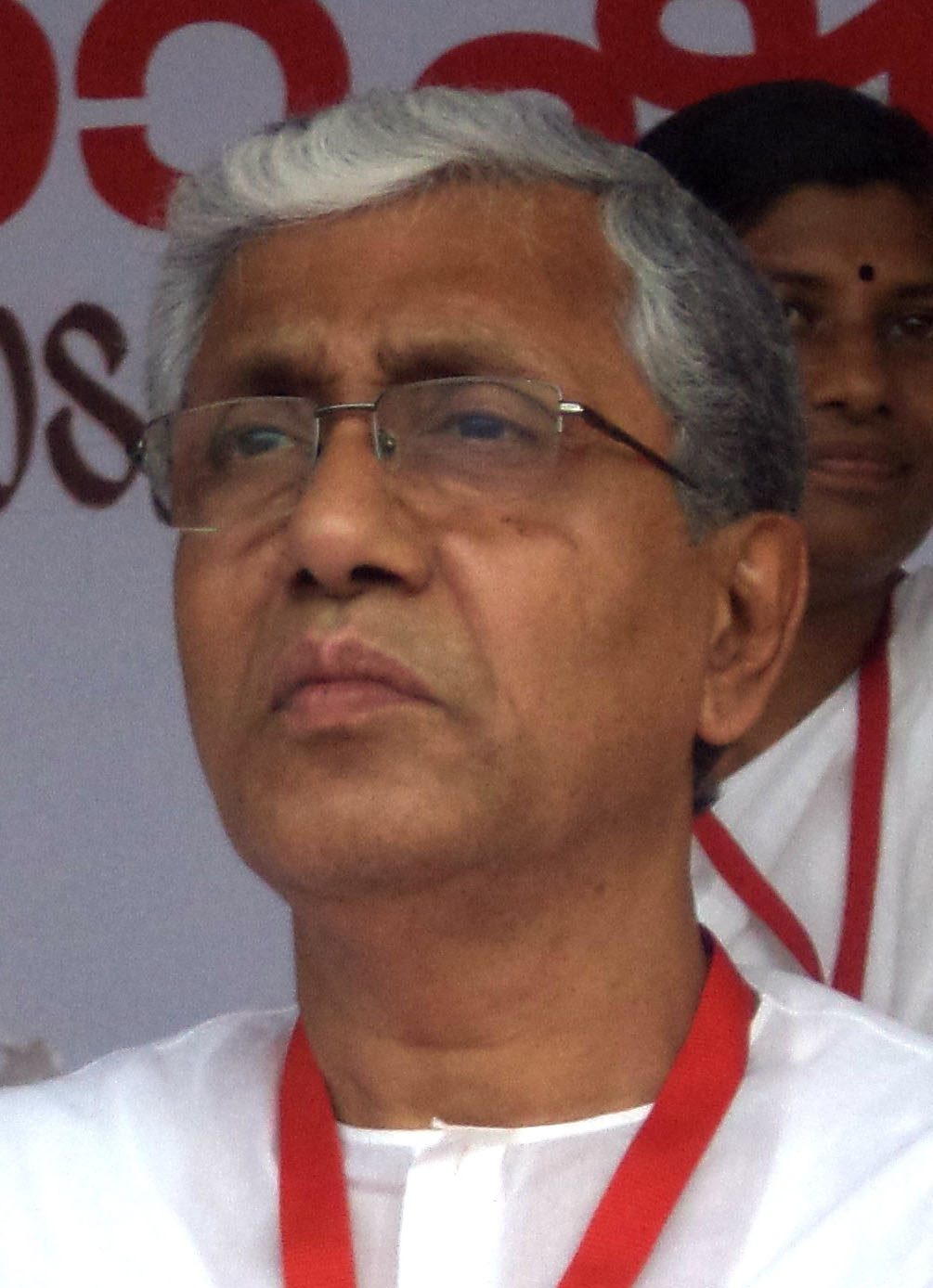
Manik Sarkar (2006)

Manik Sarkar (bengalisch মানিক সরকার Mānik Sarkār; * 22. Januar 1949 in Radhakishorepur, Tripura) ist ein indischer Politiker der Communist Party of India (Marxist). Von 1998 bis 2017 war er Chief Minister des indischen Bundesstaates Tripura.

## Leben
Sarkar entstammt einer Familie bengalischer Hindus aus dem Subdistrikt Udaipur im Distrikt South Tripura. Er studierte bis 1971 Wirtschaft am Maharaja Bir Bikram College in Agartala und engagierte sich dort ab Ende der 1960er Jahre in der kommunistischen Studentenbewegung. In der Students' Federation of India stieg er bis zum Vizepräsidenten auf. 1968 wurde er Mitglied der Communist Party of India (Marxist) und machte im Laufe der 1970er Jahre Parteikarriere.
1983 wurde Sarkar im Wahlkreis Agartala zum ersten Mal in die Tripura Legislative Assembly gewählt, schied aber nach einer Legislaturperiode 1988 wieder aus. Seit 1998 gewann er bei jeder Wahl über seinen neuen Wahlkreis Dhanpur im Distrikt West Tripura ein Mandat im Parlament und ist seit 11. März 1998 als Nachfolger von Dasarath Deb Chief Minister von Tripura. Im durch Stammesbevölkerung geprägten Bundesstaat Tripura setzte seine Regierung auf die Förderung kleinbäuerlicher Strukturen, insbesondere den Anbau von Kautschuk, was Tripura zum zweitgrößten Kautschukproduzenten Indiens nach Kerala werden ließ. Bei den Parlamentswahlen in Tripura 2013 erhielt seine Partei erneut die meisten Stimmen und Sarkar wurde – anders als zuletzt seine CPI(M)-Genossen in Kerala und Westbengalen – im Amt des Chief Ministers bestätigt.
Manik Sarkar ist Mitglied des Politbüros und des Zentralkomitees seiner Partei. Er spendet sein Chief-Minister-Gehalt mitsamt Zulagen seiner Partei und erhält von dieser eine monatliche Aufwandsentschädigung von 5000 Rupien. Seine eidesstattliche Versicherung über sein Eigentum zum Zeitpunkt der Wahlen zum Parlament Tripuras im Jahre 2013 wiesen ein Bar- und Bankvermögen von nur 10.800 Rupien (etwa 150 Euro) aus, was seinen Ruf als ärmsten und bescheidensten Chief Ministers bestätigte. Sarkar ist verheiratet und hat keine Kinder.
Die Parlamentswahl in Tripura am 18. Februar 2018 ging für die CPI(M) verloren und dies bedeutete das Ende der 20-jährigen Amtszeit Sarkars als Chief Minister. Nachfolger in diesem Amt wurde Biplab Kumar Deb (BJP).